# Johann Beyer (Astronom)
Johann Beyer (* 25. November 1673; † 10. Mai 1751) war Tischler und Astronom in Hamburg.

## Werk

Observatorium von Johann Beyer am Baumwall (Nr. 18). Die Nr. 17 zeigt das Baumhaus. Im Besitz des Staatsarchivs Hamburg

Johann Beyer betrieb eine Tischlerwerkstatt am Hamburger Baumwall. In der oberen Etage seines Hauses richtete er sich ein astronomisches Observatorium ein. 1722 besaß er mehrere Armillarsphären und Mauerquadranten. Er stellte Sonnenuhren, Erd- und Himmelsgloben zum Verkauf her. Auch ein Planetarium gehörte zum Angebot. Seine Arbeiten wurden in Artikeln des Hamburgischen Correspondenten zwischen 1722 und 1727 beschrieben.
Über die astronomischen Beobachtungen von Jupitermonden und Sonnenflecken berichtete Hermann Wahn in den Hamburger Staatskalendern.
Der Astronom Johann Elert Bode schreibt 1823, dass Johann Georg Büsch 1770 vorgeschlagen hätte, das „Steerenkiker-Huus“ als Sternwarte der Stadt Hamburg zu erhalten, dies aber am Widerstand des Hauseigentümers gescheitert sei.